# Niquitaia convexa
Genre
Espèce
Niquitaia convexa, unique représentant du genre Niquitaia, est une espèce d'opilions laniatores de la famille des Samoidae.

## Distribution
Cette espèce est endémique de l'État de Trujillo au Venezuela. Elle se rencontre vers Boconó.

## Description
Le mâle holotype mesure 1,70 mm et la femelle paratype 1,70 mm.

## Publication originale
- González-Sponga, 1999 : « Aracnidos de Venezuela. Cinco nuevos géneros y cinco nuevas especies de microopiliones hemiedaficos (Opiliones Laniatores, Phalangodidae). » Acta Biologica Venezuelica, vol. 19, no 2, p. 55–69.